# مرشحة كاباليرونية مفرضة
مرشحة كاباليرونية مفرضة (الاسم العلمي: Burkholderia crenata) هي نوع من البكتيريا، سلبية الغرام، تتبع جنس البيركهولدرية.